# IHDA 5700
Der IHDA 5700 (auch bezeichnet als IHDA Multi Purpose Coaster 5700 und IHDA MPC5700) ist ein Mehrzweckfrachtschiffstyp, der vom Unternehmen IHDA Shipbuilding Service in Krimpen aan de Lek entworfen wurde. Von 1999 bis 2002 entstanden sieben Schiffe dieses Typs auf Werften in Rumänien und der Ukraine.

## Geschichte

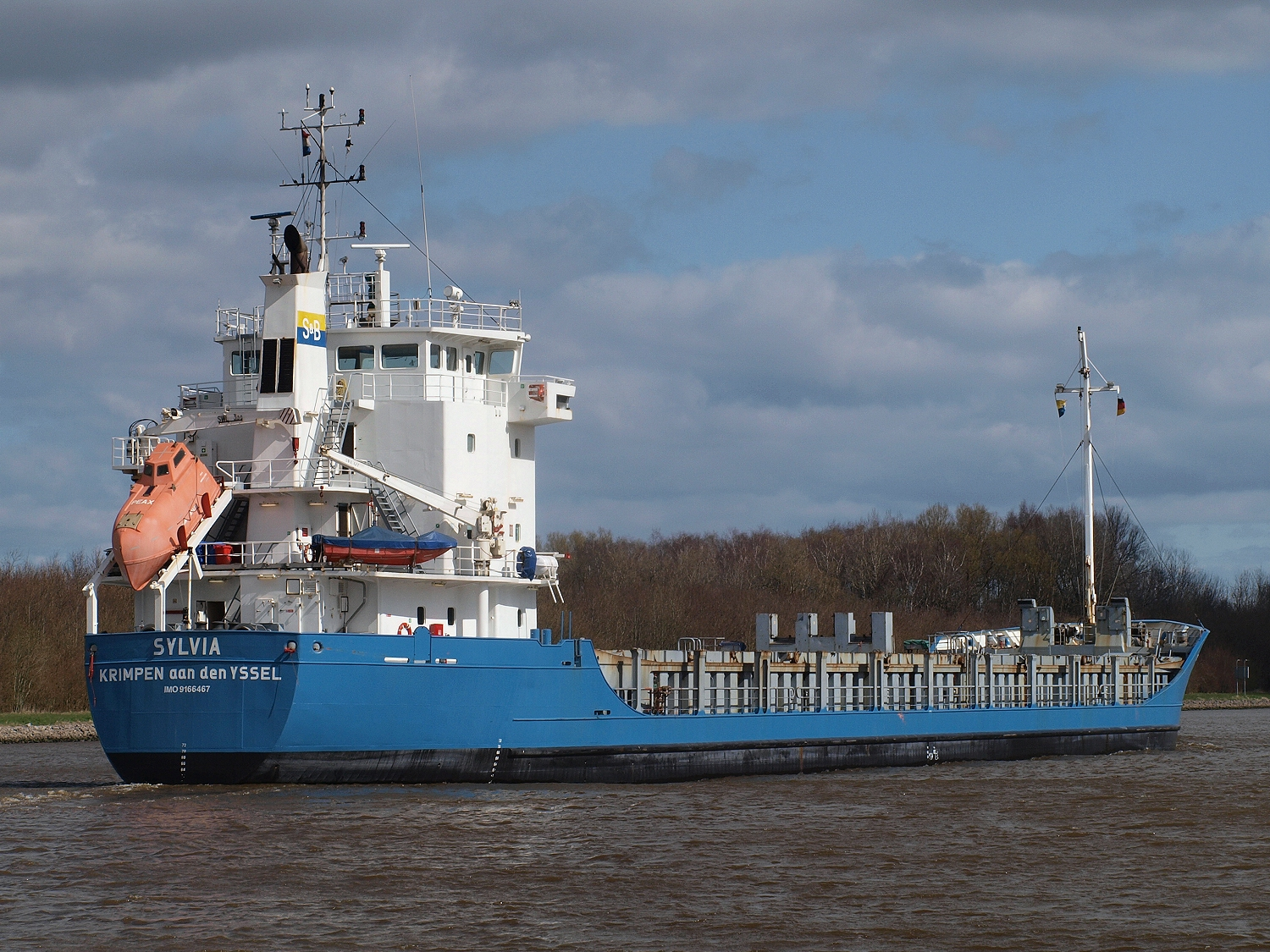
Heckansicht des Typschiffs Sylvia

Der Typ IHDA 5700 wurde Mitte der 1990er Jahre vom niederländischen Unternehmen IHDA Shipbuilding Service B.V. als Küstenmotorschiff mit einer Tragfähigkeit von 5.700 dwt für Fahrten in Gewässern mit schwierigen Eisverhältnissen entworfen. Im Jahr 1997 orderten die in Krimpen aan den IJssel ansässige Rederij Rio-Sal sowie die in Papendrecht ansässige Rederij Sambre jeweils ein Schiff dieses Typs. Beide Bauaufträge wurden an die rumänische Werft Severnav SA in Drobeta Turnu Severin vergeben. Die Endfertigung und Ausrüstung der Neubauten erfolgte auf der Werft All Ships Outfitting & Repairs in Krimpen aan de Lek, die zur IHDA-Gruppe gehörte. 
Das Typschiff Sylvia wurde am 6. Mai 1999 abgeliefert, das Schwesterschiff Sambre folgte am 15. September 1999. Die Sylvia erhielt 2023 durch einen Verkauf an die deutsche Claus Rodenberg Waldkontor GmbH den Namen St. Pauli 2. Die Sambre bekam am 21. April 2008 nach einem Eignerwechsel den Namen Nova Cura. Das Schiff lief am 20. April 2016 nördlich der Insel Lesbos auf einen Felsen, schlug leck und sackte auf Grund ab. Es konnte am 8. Mai 2016 wieder schwimmfähig gemacht und nach Lesbos geschleppt werden, wo die Nova Cura bis zum Verkauf an eine Abwrackwerft in Aliağa verblieb. Ihr dortiger Abbruch begann am 19. Oktober 2016.
Im Jahr 2000 wurden fünf weitere IHDA 5700 auf der ukrainischen Werft ATVT Sudnobudivnyi Zavod Zaliv in Kertsch auf Kiel gelegt. Die ersten zwei dieser Schiffe, die von Switijnk Shipping in Auftrag gegebene Ameland sowie die von Rederij Montalex georderte Montana, weisen die gleichen Abmessungen wie die in Rumänien gebauten Einheiten auf. Die drei anderen Neubauten, die mit den Namen Alliance, Lekstroom und Lingestroom von der Reederei Scheepvaartbedrijf C. Vermeulen aus Geldermalsen bestellt worden waren, sind rund zwei Meter länger. Sie kamen 2002 im Feederverkehr für die türkisch-niederländische Reederei Normed mit den Charternamen Normed Gemlik, Normed Izmir und Normed Bremen in Fahrt. Im Jahr 2005 ersetzte Scheepvaartbedrijf C. Vermeulen die drei IHDA 5700 durch zwei Containerschiffe des Typs IHDA 800, wodurch die Lekstroom an die deutsche Reederei tom Wörden ging und den Namen Österbotten bekam. Die Aasheim (ehemals Montana), die Norvind (ehemals Alliance), die Norbris (ehemals Lingestroom) und die Liamare (ehemals Ameland) wurden von ihren späteren Eignern zum Transport von Schüttgütern mit je einem verfahrbaren Bagger ausgerüstet.

## Technik

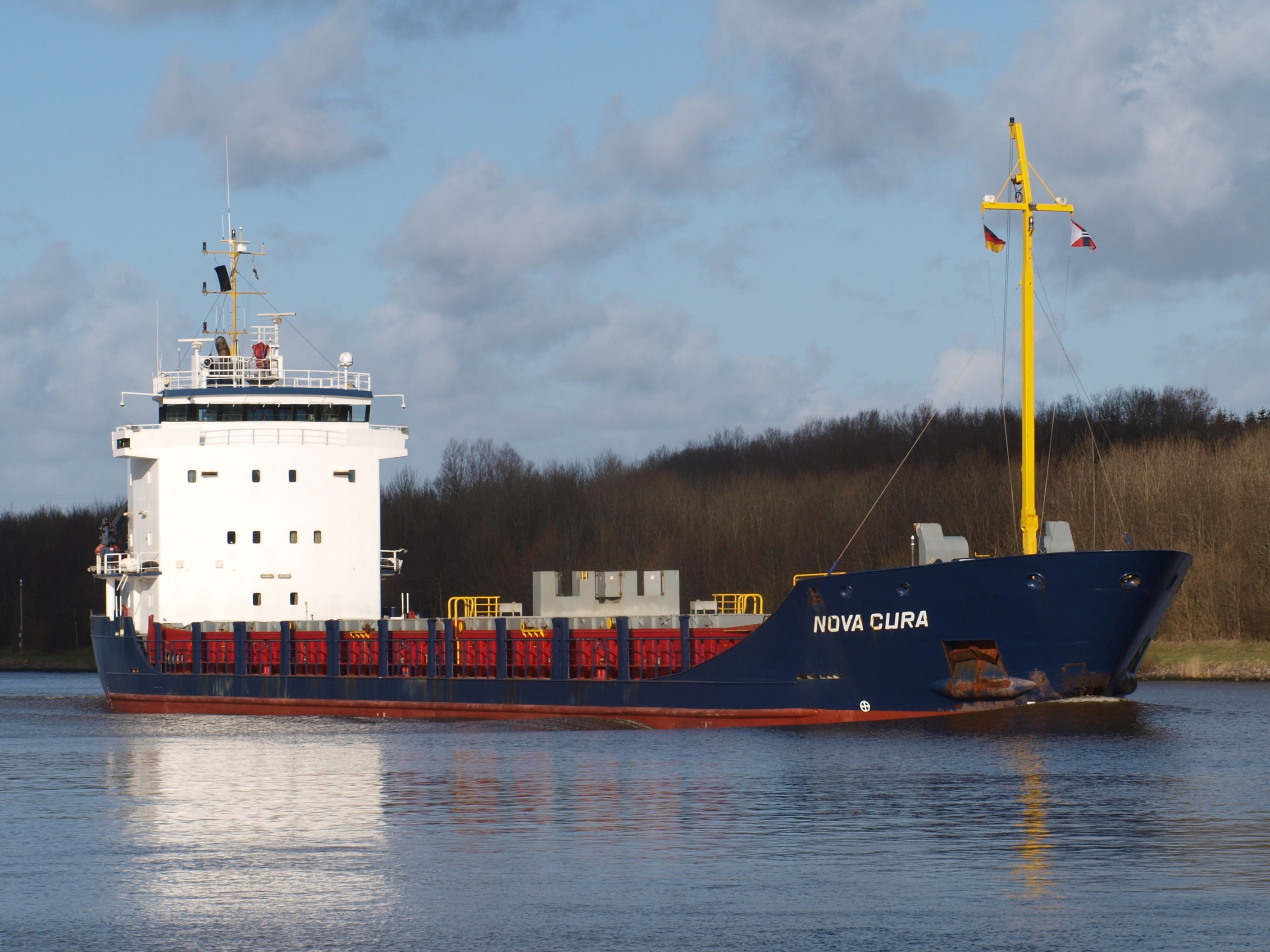
Die 2016 abgewrackte Nova Cura (ehemals Sambre)

Die ersten vier gebauten IHDA 5700 haben eine Gesamtlänge von 107,05 m (103,30 m Lpp) und eine registrierte Breite von 15,00 m (15,30 m maximale Breite einschließlich Nock). Ihre Seitenhöhe bis zum Hauptdeck beträgt 8,30 m, der maximale Tiefgang 6,35 m. Bei Ablieferung sind die zwei in Rumänien gebauten Schiffe mit rund 4.000 BRZ und 2.173 NRZ vermessen worden, die zwei gleichlangen in der Ukraine gebauten Einheiten mit 4.112 BRZ und 2.273 NRZ. Die Tragfähigkeit der vier Einheiten variiert leicht und liegt bei rund 5.750 dwt.
Die drei letztgebauten IHDA 5700 besitzen eine Gesamtlänge von 109,19 m (102,45 m Lpp) und sind mit 4.185 BRZ (2.168 NRZ) vermessen. Ihre Tragfähigkeit beträgt rund 5.880 dwt bei maximal 6,19 m Tiefgang. Alle Schiffe der Baureihe verfügen über verstärkte Rümpfe und erfüllen die Vorgaben der finnisch-schwedischen Eisklasse 1A. Die Nock ist offen ausgelegt und nicht in die Brücke integriert.
Der IHDA 5700 besitzt zwei kastenförmige Laderäume, die mit hydraulischen Faltlukendeckeln ausgerüstet sind. Die zwei in Rumänien gebauten Schiffe verfügen über einen Rauminhalt von 7.744 m³ (273.473 Kubikfuß), die anderen über rund 7.800 m³ (282.400 Kubikfuß). Die Luke des vorderen Laderaums ist 32,10 m lang und 12,68 m breit, die Größe der hinteren Luke beträgt 38,80 m × 12,68 m. Die Tankdecke ist zum Transport von Schwergut verstärkt und für eine Belastung von 15 t/m² ausgelegt. Die Schiffe können bis zu 325 20-Fuß-Standardcontainer (TEU) oder bis zu 5.700 m³ Holz transportieren. An Bord sind Anschlüsse für 12 Kühlcontainer vorhanden.
Alle Schiffe der Baureihe werden von je einem 2.280 kW leistenden Sechszylinder-Viertakt-Dieselmotor des Typs MaK 6 M 32 angetrieben, der auf einen Verstellpropeller wirkt. Für An- und Ablegemanöver besitzen sie ein elektrisch angetriebenes Bugstrahlruder mit 400 kW Leistung.

## Die Schiffe
| IHDA 5700                                                          | IHDA 5700       | IHDA 5700                                     | IHDA 5700   | IHDA 5700                         | IHDA 5700                                     | IHDA 5700 | IHDA 5700 |
| Bauname                                                            | IHDA- Baunummer | Werft Baunummer                               | IMO- Nummer | Kiellegung Stapellauf Ablieferung | Auftraggeber                                  | Umbenennungen und Verbleib |           |
| ------------------------------------------------------------------ | --------------- | --------------------------------------------- | ----------- | --------------------------------- | --------------------------------------------- | --- | --------- |
| Sylvia                                                             | 167             | Severnav Drobeta Turnu Severin, 5610001       | 9166467     | 13.03.1998 20.03.1999 06.05.1999  | Rederij Rio-Sal, Krimpen aan den IJssel       | 2023 St. Pauli 2, so 2025 in Fahrt                                                                                                 |           |
| Sambre                                                             | 168             | Severnav Drobeta Turnu Severin 380002         | 9166479     | 02.12.1998 03.07.1999 15.09.1999  | Rederij Sambre, Papendrecht                   | 2008 Nova Cura, am 20.04.2016 nördlich von Lesbos auf Grund gelaufen, am 19.10.2016 in Aliağa zum Abwracken auf den Strand gesetzt |           |
| Ameland                                                            | 169             | ATVT Sudnobudivnyi Zavod Zaliv, Kertsch 01201 | 9166481     | xx.xx.2000 16.09.2000 01.04.2001  | Switijnk Shipping Harlingen                   | 2017 Liamare, so 2025 in Fahrt |           |
| Montana                                                            | 202             | ATVT Sudnobudivnyi Zavod Zaliv, Kertsch 01202 | 9247106     | xx.09.2000 06.02.2001 04.08.2001  | Rederij Montalex, Rotterdam                   | 2005 Aasheim, so 2025 in Fahrt |           |
| Alliance                                                           | 203             | ATVT Sudnobudivnyi Zavod Zaliv, Kertsch 01203 | 9247118     | 21.12.2000 13.08.2001 19.01.2002  | Scheepvaartbedrijf C. Vermeulen, Geldermalsen | 2002 Normed Gemlik → 2003 Alliance → 2006 Allegro → 2010 Norvind, so 2025 in Fahrt                                                 |           |
| Lekstroom                                                          | 204             | ATVT Sudnobudivnyi Zavod Zaliv, Kertsch 01204 | 9247120     | 29.11.2000 27.10.2001 15.06.2002  | Scheepvaartbedrijf C. Vermeulen, Geldermalsen | 2002 Normed Izmir → 2005 Österbotten → 2007 Balticon Antwerp → 2009 Österbotten, so 2025 in Fahrt                                  |           |
| Lingestroom                                                        | 205             | ATVT Sudnobudivnyi Zavod Zaliv, Kertsch 01205 | 9247132     | 20.12.2000 15.02.2002 24.10.2002  | Scheepvaartbedrijf C. Vermeulen, Geldermalsen | 2002 Normed Bremen → 2005 Alexander → 2006 Emsbroker → 2012 Norbris, so 2025 in Fahrt                                              |           |
| Daten: Stichting Maritiem Historische Databank, Miramar Ship Index |                 |                                               |             |                                   |                                               | |           |